# Tage la Cour
Tage la Cour (født 25. januar 1915 i København, død 7. januar 1993) var en dansk krimiforfatter og hoteldirektør [kilde mangler].
Han debuterede i 1938 med bogen Gøg, stork og svale i sagn og tro. Han var desuden redaktør af en række antologier og kriminalnoveller.
La Cour var æresmedlem af talrige litterære detektivklubber: The Baker Street Irregulars, New York (1952), Rivertonklubben (1973), Skånska Deckarsällskapet (1975) og Poe-klubben (1980) og han fik Det danske Kriminalakademis diplom i 1990.
Han er begravet på Garnisons Kirkegård.

## Udvalgt bibliografi
Tekst mangler, hjælp os med at skrive teksten